# 할 뉴하우저

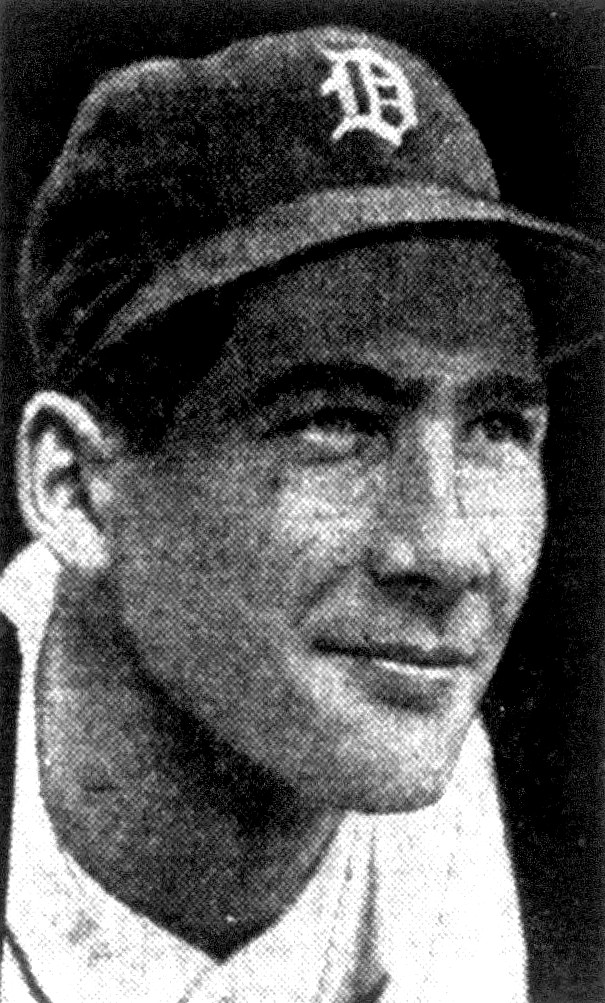
1953년 모습

할 뉴하우저(Hal Newhouser, 본명: 해롤드 뉴하우저, Harold Newhouser, 1921년 5월 20일 ~ 1998년 11월 10일)는 "프린스 할(Prince Hal)"이라는 별명을 가진 미국의 프로야구 선수였다. 메이저 리그 베이스볼(MLB)에서 그는 1939년부터 1955년까지 디트로이트 타이거스와 클리블랜드 인디언스에서 17시즌을 투구했다.
뉴하우저는 6시즌 동안 올스타였으며 1945년 타이거스에서 투수 삼관왕을 차지하면서 제2차 세계 대전 야구 시대의 가장 지배적인 투수로 간주되었다. 현재까지 그는 또한 MLB 역사상 2년 연속 MVP 수상한 유일한 투수이기도 하다. 뉴하우저는 1992년 미국 야구 명예의 전당에 헌액되었다.
야구계를 은퇴한 후 뉴하우저는 20년 동안 야구계에서 물러나 은행 부사장으로 재직했다. 그는 나중에 휴스턴 애스트로스를 포함한 여러 MLB 팀의 스카우트로 일했다. 필 네빈(Phil Nevin)을 위해 미래의 명예의 전당 데릭 지터 초안을 작성하라는 그의 추천을 그들이 거부하자 분노하여 그는 곧 그만 두었다.
한편, 본인(뉴하우저)이 단 등번호 16번은 본인(뉴하우저) 드와이트 구든. 화이티 포드  등 10번대에서 가장 영구결번이 많은 등번호이다.

## 어린 시절
뉴하우저는 그의 고향인 미시간 주 디트로이트에 있는 윌버 라이트(Wilbur Wright) 고등학교의 남학생 스타였다. 프로야구팀이 그에게 접근하기 전에 그는 여러 가지 일을 하면서 직업학교에 다니기 위해 돈을 저축하고 있었다. 젊은 신입생은 프로 야구에 입단하기 전에 신문을 팔고, 팝병을 모으고, 볼링장에서 일했다.
1939년 18세의 나이로 디트로이트 타이거스와 계약했다. 타이거스의 스카우트는 뉴하우저에게 500달러의 계약 보너스를 제안했고, 뉴하우저는 그 금액이 상상할 수 없을 만큼 크다고 생각했다. 그가 서명한 지 10분 후에 클리블랜드 인디언스에서 누군가가 도착했다. 그 직원은 4,000달러짜리 자동차 외에 부모에게 15,000달러를 제공할 준비가 되어 있었다.

## 개인 생활
뉴하우저는 1941년부터 사망할 때까지 그의 아내였던 전 베릴 매거릿 스틸(Beryl Margaret Steele, 1922-2012)과 결혼했다. 이들에게는 샤를린(Charlene)과 셰릴(Sherrill)이라는 두 딸이 있었다.
그가 경기하는 동안 뉴하우저의 팀 동료들은 그가 자신을 수행하는 방식 때문에 그를 "프린스 할"(Prince Hal)이라는 별명을 붙였다.

## 같이 보기
- 트리플 크라운 (야구)